# 本多灯
本多灯（日语：／ Honda Tomoru，2001年12月31日—）生於橫濱市，是一名日本男子游泳運動員，主攻蝶泳。身高173公分。曾在2020年夏季奧林匹克運動會200公尺蝶式比賽奪下銀牌，他也曾參加2019年世界青少年游泳錦標賽。